# Condado de Eyjafjarðarsýsla
Eyjafjarðarsýsla es uno de los veintitrés condados islandeses. Se encuentra localizado al norte del país y forma parte de la región de Norðurland Eystra. A este distrito pertenece también la pequeña isla de Grímsey.

## Demografía
Dentro de Eyjafjarðarsýsla viven 20.903 habitantes, los que se hallan repartidas en un territorio de una superficie de 3.930 kilómetros cuadrados. La densidad poblacional es de 5,32 pobladores por kilómetro cuadrado.

## Municipios
Eyjafjarðarsýsla comprende los siguientes municipios:
- Akureyri
- Arnarneshreppur
- Dalvíkurbyggð
- Eyjafjarðarsveit
- Hörgárbyggð
- Grímseyjarhreppur

### Localidades
Eyjafjarðarsýsla comprende las siguientes localidades:

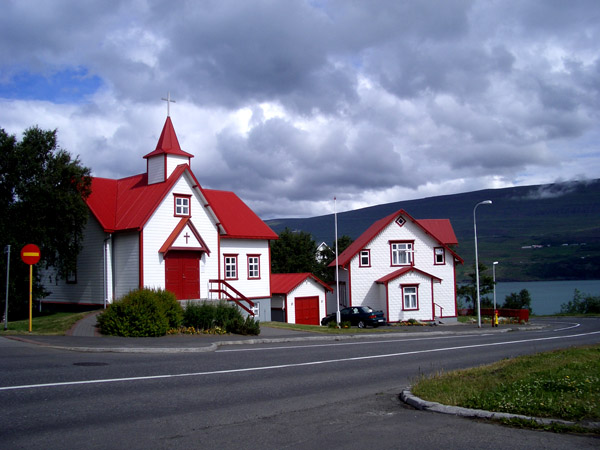
Iglesia en Akureyri.

| Localidad           | Altura (m s. n. m.) | Población (2004) |
| ------------------- | ------------------- | ---------------- |
| Akureyri            | 19,8                | 17.073           |
| Bakki               | 142,9               | 9                |
| Dalvík              | 6,7                 | 1.414            |
| Glæsibær            | 0                   | 1.647            |
| Glerárþorp          | 1,8                 | 3.352            |
| Grund               | 16,7                | 33               |
| Gunnólfsá           | 20,7                | 269              |
| Hjalteyri           | 0                   | 42               |
| Hólar               | 175,8               | 33               |
| Kaupangur           | 32,9                | 430              |
| Kvíabekkur          | 58,8                | 338              |
| Litli-Árskógssandur | 40,8                | 132              |
| Lögmannshlíð        | 116,7               | 4.213            |
| Miðgarðar           | 11,8                | 71               |
| Modhruvellir        | 19,8                | 119              |
| Moedruvellir        | 161,8               | 33               |
| Munkaþverá          | 69,7                | 33               |
| Ólafsfjörður        | 270,9               | 360              |
| Saurbær             | 44,8                | 33               |
| Siglufjörður        | 0                   | 465              |
| Stærri-Árskógur     | 68,8                | 249              |
| Syðstibær           | 0                   | 248              |
| Tjörn               | 13,7                | 314              |
| Upsnir              | 14,9                | 530              |
| Urðir               | 72,8                | 34               |
| Vellir              | 80,7                | 314              |
| Vík                 | 353,8               | 424              |
| Ytri-Bægisá         | 283,7               | 71               |